# Ден Гарднер
Ден Гарднер (в українському перекладі його книги — Ден Ґарднер) (англ. Dan Gardner; нар. 8 квітня 1968 року) — канадський журналіст, лектор, автор сотень академічних та журнальних статей, автор та співавтор науково-популярних книг з психології та прийняття рішень. Він є старшим науковим співробітником Університету вищої школи громадських та міжнародних відносин у Оттаві, Канада (англ. University of Ottawa's Graduate School of Public and International Affairs).

## Освіта та рання кар’єра
Ден Гарднер навчався в галузі права в юридичній школі Осгуд Йорського університету Торонто (Osgoode Hall Law School), здобувши ступінь бакалавра права у 1992 році. У 1995 році він здобув магістерську ступінь після вивчення історії у Йорському університеті.
Ден спочатку працював як політичний співробітник відомого політика. У 1997 році він приєднався до редакції журналу Ottawa Citizen. Його твори виграли або були номіновані на більшість головних премій канадської журналістики, включаючи престижну Національну премію (National Newspaper Award), нагороду Michener, нагороду Асоціації журналістів Канади, премію Amnesty International Canada Media Award за репортажі за права людини та довгий список інших нагород, зокрема у сфері кримінальної юстиції та права.

## Наукова та письменницька діяльність
У 2005 році Ден Гарднер відвідав лекцію відомого психолога Павла Словича (Paul Slovic). Ця зустріч і захоплення роботою Словича сприяла тому що  Ден занурився в наукову літературу. Результат став основою книги про сприйняття ризику Risk: The Science and Politics of Fear, яка опублікована у 11 країнах, 7 мовами та є бестселером у Великій Британії та Канаді. Але більш приємною була підтримка провідних дослідників, у тому числі самого Словича, який високо оцінив наукову точність книги.
У своїй другій книзі Future Babble, яку було опубліковано у 2010 році, Гарднер ще більш заглибився в психологію, щоб пояснити, чому люди продовжують покладатися та довірятися експертним прогнозам, всупереч неодноразовим (а іноді й катастрофічним) спробам прогнозувати майбутнє. Знову ж таки, його книга отримала похвалу провідних дослідників, включаючи Філіпа Тетлока з Каліфорнійського університету, який назвав її «чудовою стипендією», і Стівена Пінкера з Гарвардського університету, який сказав, що це має бути «необхідне читання для журналістів, політиків, вчених і тих, хто їх слухає».
У третій книзі Superforecasting: The Art and Science of Prediction (Суперпрогнозування. Мистецтво та наука передбачення) Ден Гарднер та його співавтор Філіп Тетлок обговорюють найбільшу з коли-небудь проведених програм прогнозування та висвітлюють важливі уроки про прогнозування, командну роботу й здоровий глузд. Книга була обрана як одна з кращих книг 2015 року за версіями The Economist, Bloomberg та Amazon.
Успіх книг, висунутих теорій й припущень змусив Гарднера розробити серію лекцій, які розкривають та виправляють ці припущення, допомагаючи людям думати, вирішувати, організовувати та краще спілкуватися. Тому, на додаток до написання, Ден дає лекції по всьому світу про прогнозування, ризик і прийняття рішень. Він також проводить консультації щодо вдосконалення процесу прийняття рішень та їх реалізації. Одним з його консалтингових клієнтів є прем'єр-міністр Канади. Він також є учасником дискусій мережі CTV.